# Gwen Harwood

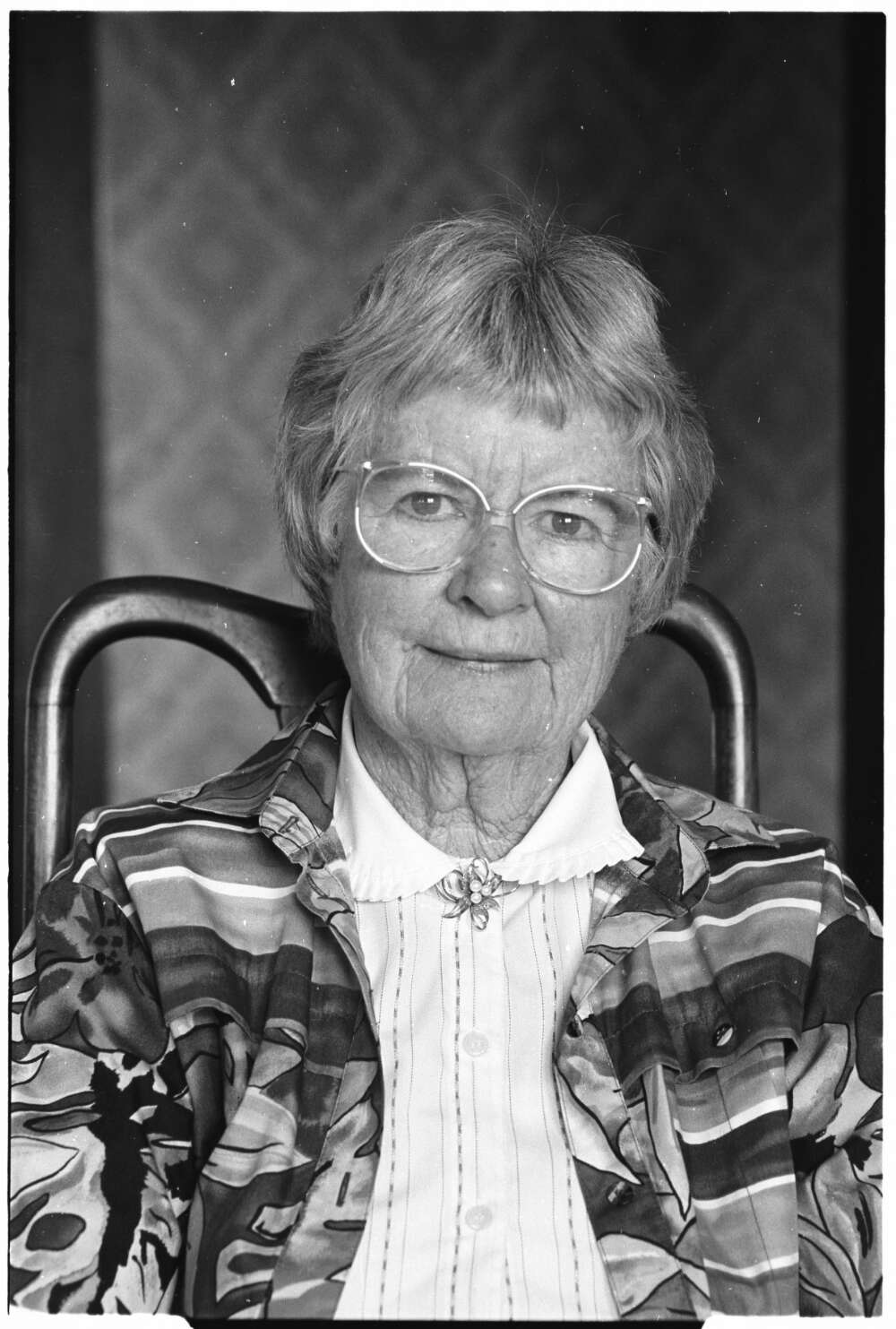
Gwen Harwood, 1988

Gwen Harwood (* 8. Juni 1920 in Taringa, Queensland; † 5. Dezember 1995; geboren als Gwendoline Nessie Foster) war eine australische Dichterin und Librettistin. Sie wuchs in Queensland auf und zog nach der Heirat mit William Harwood nach Tasmanien.
Harwood gilt als eine der besten Dichterinnen Australiens; ihre Werke werden regelmäßig in Schulen und Universitätsseminaren studiert. Sie gewann zahlreiche Auszeichnungen und Preise für Poesie, darunter einer für eine Sammlung ihrer frühen Briefe mit dem Titel Blessed City.
Ihr erster Gedichtband Poems wurde 1963 veröffentlicht, 1968 folgte der zweite Band Poems Volume II. Weitere Werke sind The Lion's Bride (1981), Bone Scan (1988) und The Present Tense (1995). Es gibt außerdem verschiedene Ausgaben der Selected Poems, unter anderem eine von Penguin 2001.
Harwood schrieb ihre frühen Werke unter diversen Pseudonymen, von denen einige durch literarische Detektivarbeit aufgedeckt wurden, zum Beispiel Walter Lehmann, W.W. Hagendoor, Francis Geyer, Timothy (TF) Kline, Miriam Stone und Alan Carvosso.
Wiederkehrende Themen in Harwoods Poesie sind Mutterschaft und die Rolle der Frau, vor allem der Hausfrau. Musik ist ein weiteres beliebtes Motiv. Harwood war selbst eine ausgebildete Pianistin und Organistin. Sie schrieb auch Gedichtreihen mit wiederkehrenden Charakteren; einer der notorischsten war Professor Eisenbart.